# Zoutmeer van Larnaca

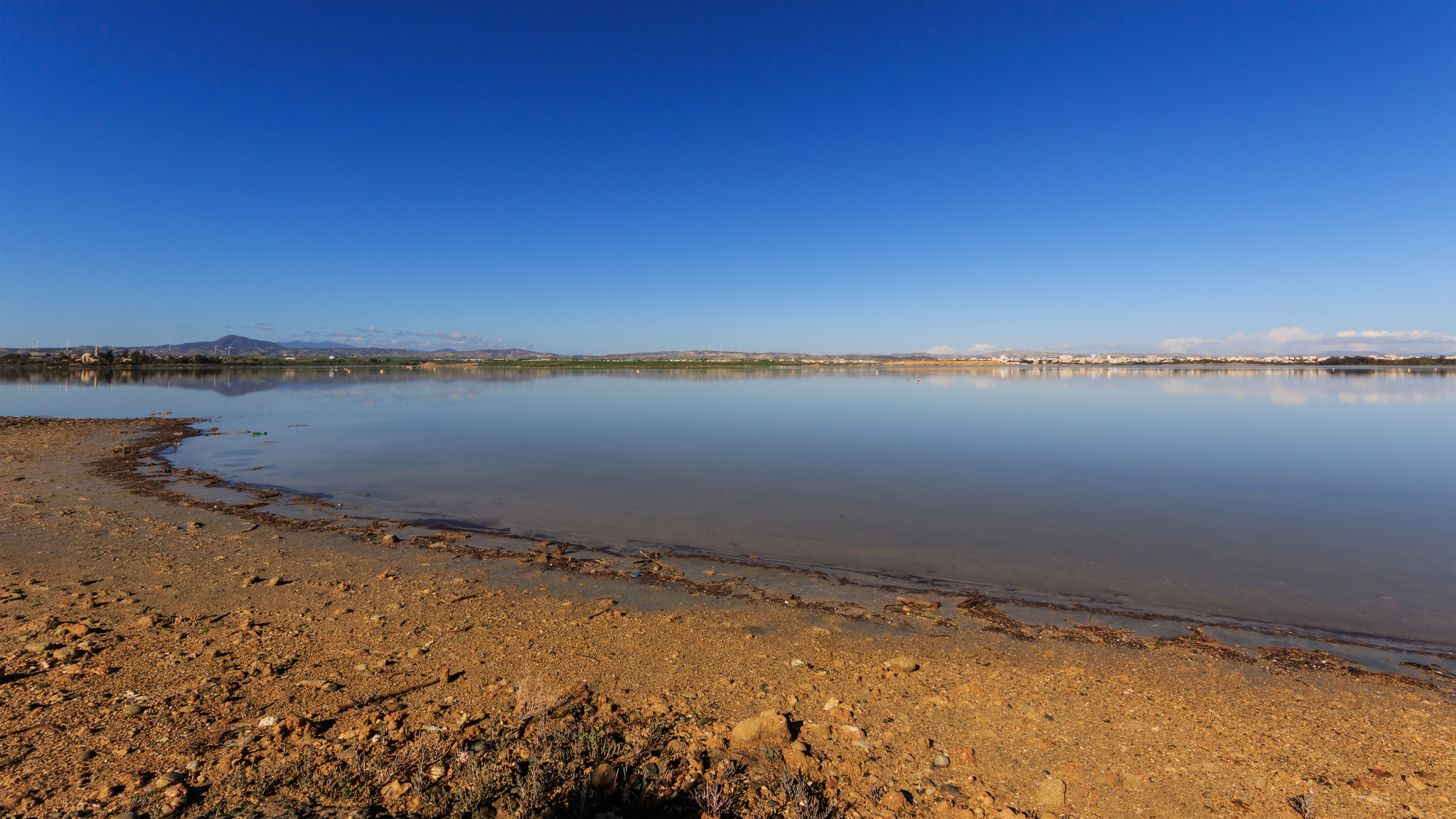
Zoutmeer van Larnaca

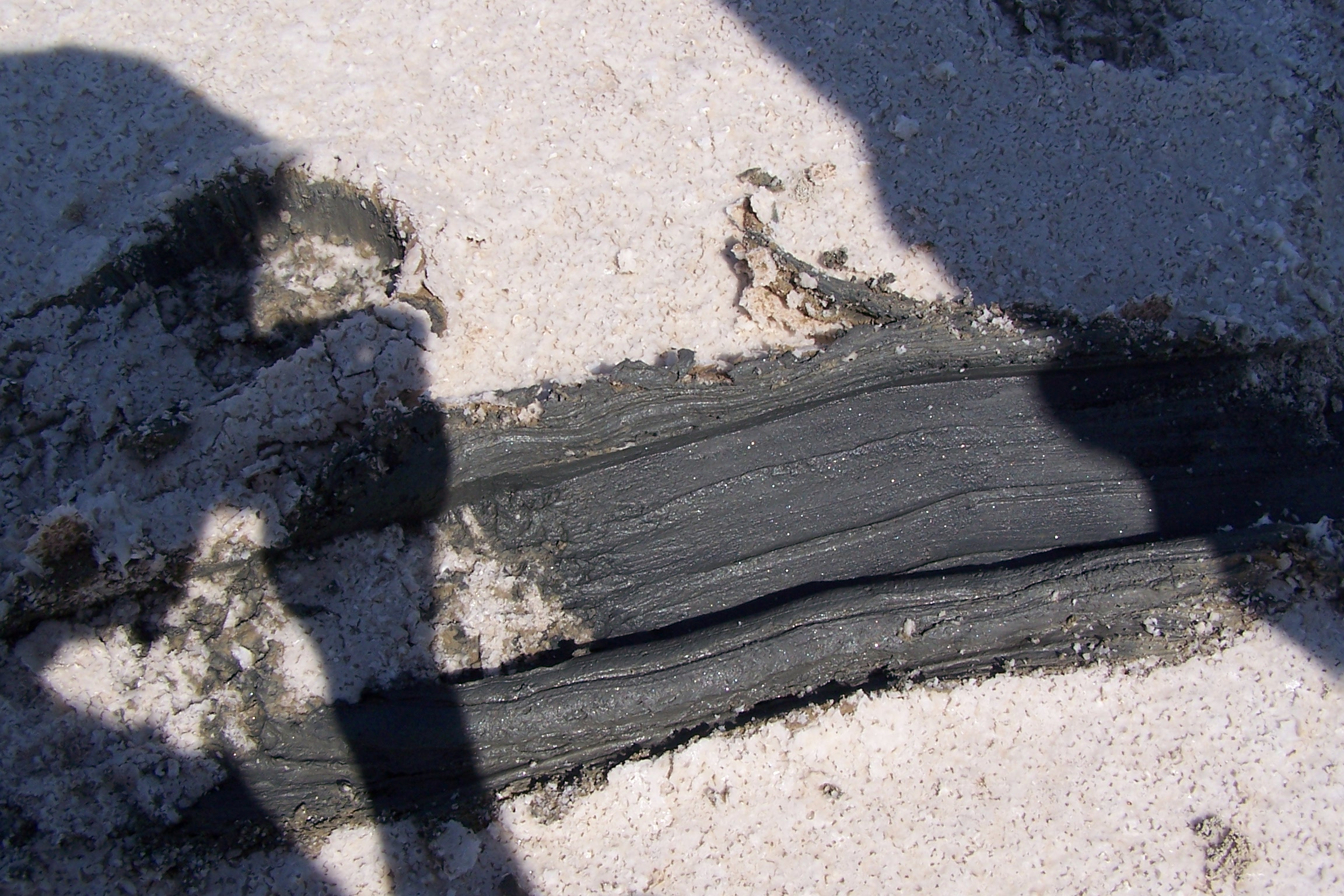
Het vervuilde slib onder het zout

Het zoutmeer van Larnaca is een niet meer in gebruik zijnd kunstmatig zoutmeer op Cyprus dat gebruikt werd voor de winning van zout. Het ligt tussen de Hala Sultan Tekke-moskee en het vliegveld van Larnaca. In 1991 werd de winning van zout gestaakt omdat het zout te sterk vervuild was.

## Werking
Om zout te winnen liet men het laaggelegen gebied dat het zoutmeer vormde volstromen met zeewater. Het zeewater werd ingedamd, waarna het water verdampte en het zout achterbleef. Dit werd keer op keer herhaald, zodat er een dikke laag zout ontstond die gewonnen werd voor de zoutproductie. Het in het zeewater aanwezige slib blijft bij deze manier van zoutwinning achter op de bodem. Het zeewater kwam van vlak langs het vliegveld en vanaf de drukbezette kusten rondom Larnaca. Het zeewater was vervuild met onder andere organisch materiaal. Dit zorgde ervoor dat het meer na verloop van tijd niet meer gebruikt kon worden voor zoutwinning en dat het werd gesloten.

## Niet meer in gebruik
Tegenwoordig is het meer een toeristische bezienswaardigheid. 's Winters nestelen langs het meer flamingo's. In totaal verblijven er 85 verschillende soorten watervogels aan de oevers van het Larnacameer.

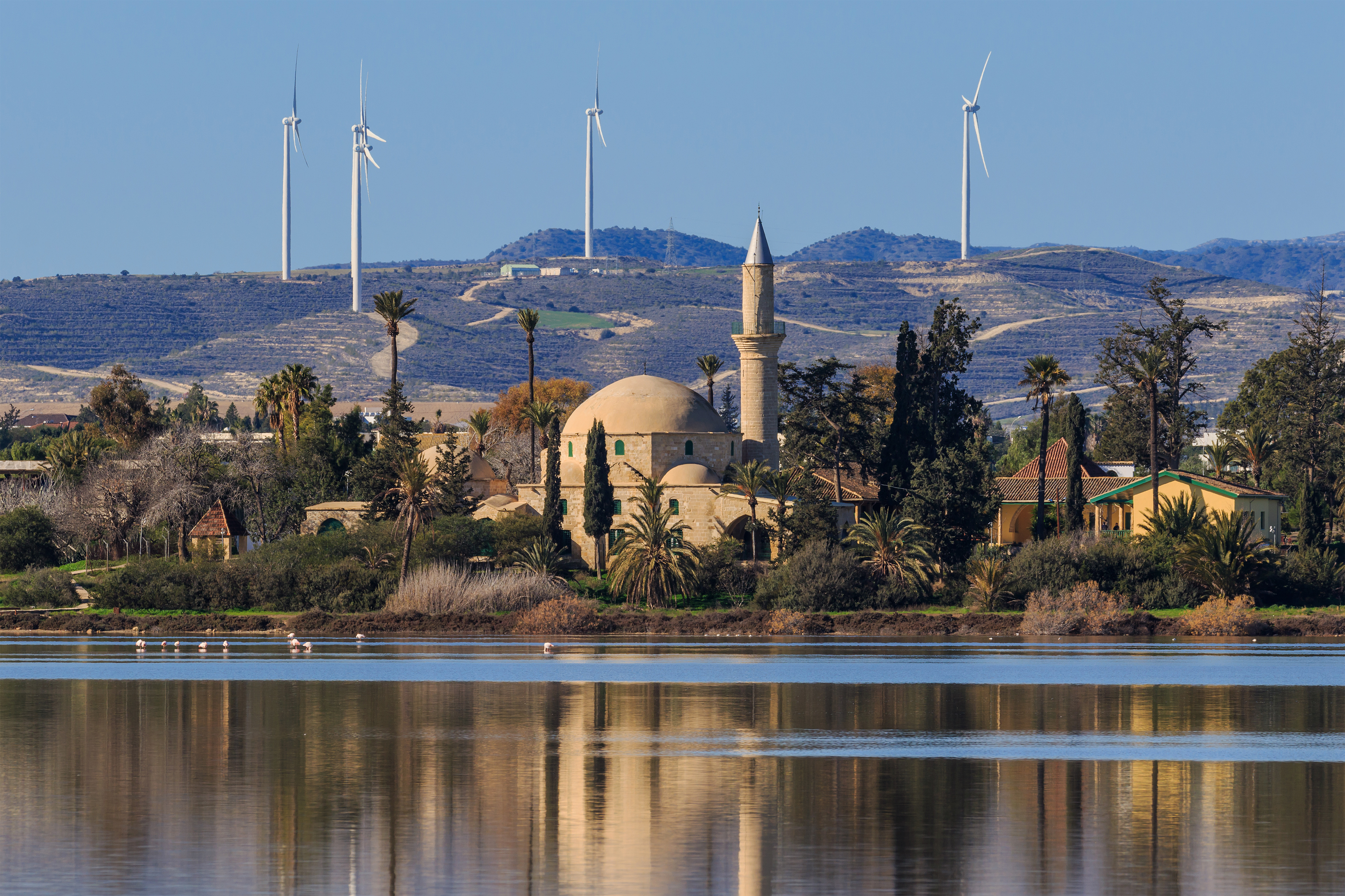
Het zoutmeer met op de achtergrond de Hala Sultan Tekke
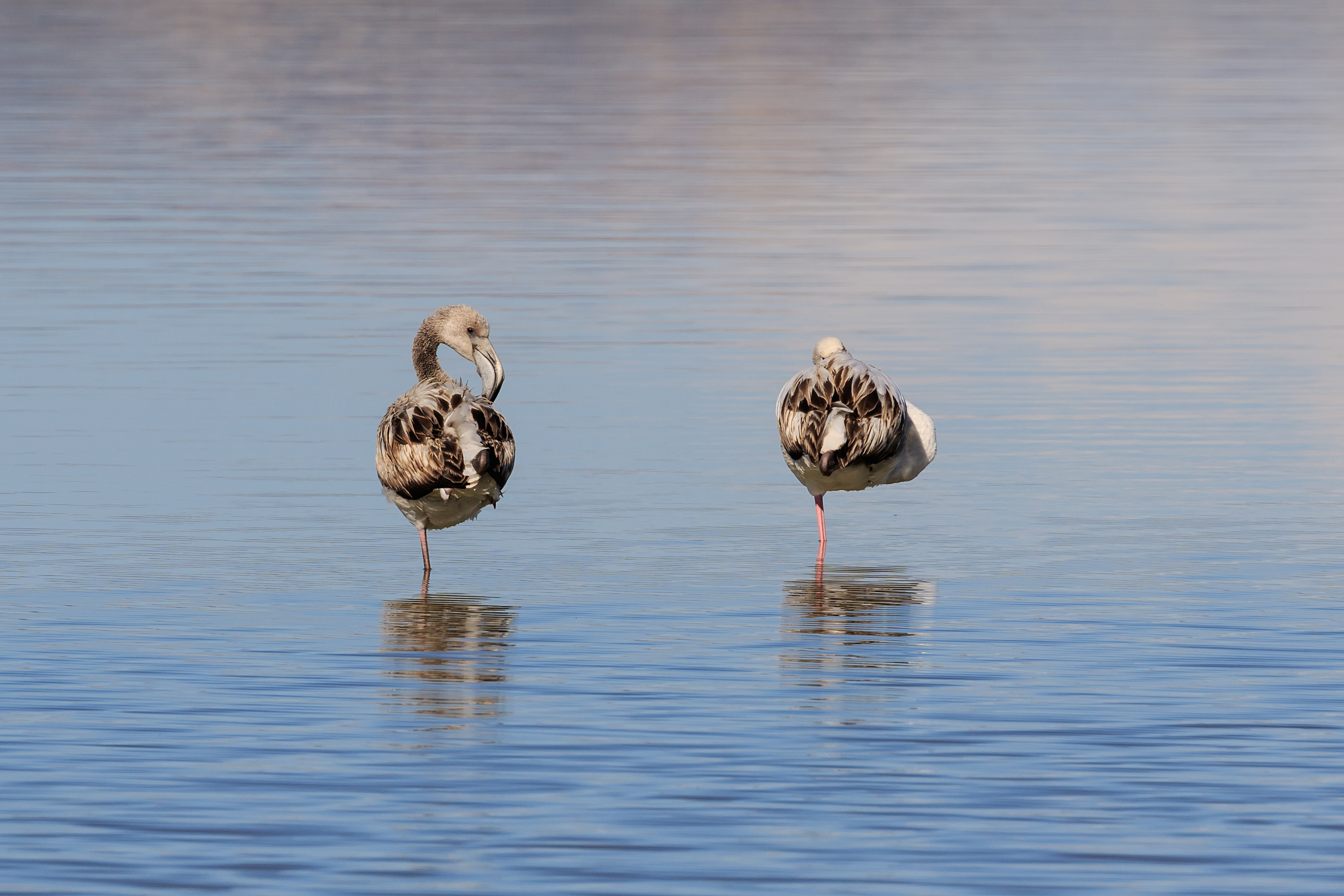
Flamingo's in het zoutmeer van Larnaca